# Азат (Мактааральський район)
Аза́т (каз. Азат) — село у складі Мактааральського району Туркестанської області Казахстану. Входить до складу Іржарського сільського округу.
До 2001 року село називалось Абай.
Населення — 359 осіб (2021; 359 у 2009, 358 у 1999, 363 у 1989).